# هوولوو
هوولوو (به سوئدی: Hulu) یک منطقهٔ مسکونی در سوئد است که در بخش اولریسه‌هامن واقع شده‌است. هوولوو ۰٫۴۱ کیلومتر مربع مساحت و ۲۶۶ نفر جمعیت دارد.